# مؤسسه سنت خاویر
مؤسسه سنت خاویر (به انگلیسی: St. Xavier's Institution) که در خیابان فارکوهار شهر جرج تاون، ایالت پنانگ، مالزی قرار دارد، قدیمی‌ترین مدرسه لازالی در منطقهٔ جنوب شرق آسیا و یکی از مدارس لازالی کاتولیک در مالزی است. در حالی که پیشینه این مؤسسه به سال ۱۷۸۷ بازمی‌گردد، مؤسسه امروزی که به یاد سنت فرانسیس خاویر نامگذاری شده، در سال ۱۸۵۲ تأسیس گردیده است.
این مدرسه متوسطه، از شروع تأسیس یک مدرسه پسرانه بوده است، اگر چه از دههٔ ۱۹۵۰ دختران در کلاس شش پذیرفته شده‌اند (ولی از سال ۲۰۲۲، این مدرسه از زمانی که دانش آموزان دختر متولد سال ۲۰۰۹ برای اولین مرتبه در کلاس اول سال تحصیلی ۲۰۲۳–۲۰۲۲ پذیرفته شدند، تا اکنون یک مدرسه متوسطه مختلط است). اضافه بر این، این مدرسه به خاطر پرورش چند شخصیت برجسته مالزیایی و سنگاپوری، از جمله وونگ پو نی، کرپال سینگ، سسیل راجندرا و هون سوی سن معروف است. در گفت و شنودهای بین مردم، دانش آموزان مدرسه به عنوان ژاوریان یا لازالی معروف هستند.
تا به امروز، مؤسسه سنت خاویر رقابت تاریخی خود با مدرسه غیردولتی پنانگ، مدرسه ای با کیفیت بالا در جرج تاون که مفتخر به عنوان قدیمی‌ترین مدرسه مالزی است، را حفظ نموده است. این مدرسه در ایر ایتام و پولائو تیکوس، دو مدرسه ابتدایی فرعی تحت حمایت خود دارد.